# Biejjenniejte
Biejjenniejte var en gudom i samisk religion. Hon var helandets och medicinens gudinna; hennes namn betyder "Solens dotter", och hon var dotter till solgudinnan Beaivi. Hon är särskilt hjälpsam mot sjukdomar orsakade av hennes mor, solen.